# Agapetus gelbae
Agapetus gelbae är en nattsländeart som beskrevs av Ross 1947. Agapetus gelbae ingår i släktet Agapetus och familjen stenhusnattsländor. Inga underarter finns listade i Catalogue of Life.